# Dianthus longicalyx
Dianthus longicalyx là loài thực vật có hoa thuộc họ Cẩm chướng. Loài này được Miq. mô tả khoa học đầu tiên năm 1861.